# Karl Unterkircher

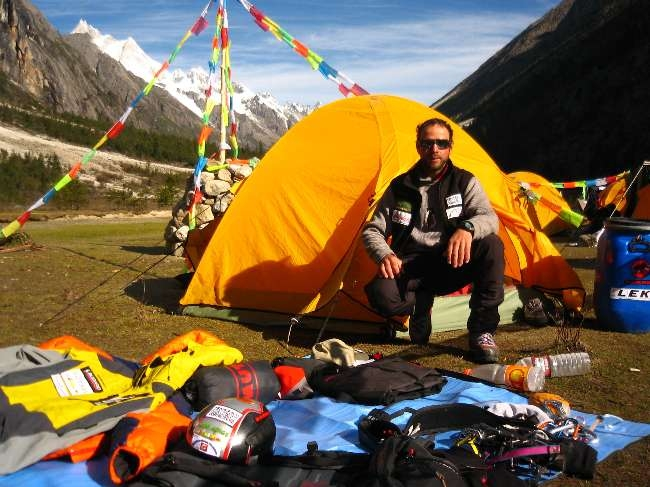
Karl Unterkircher 2007

Karl Unterkircher (* 27. August 1970 in Wolkenstein in Gröden; † 15. Juli 2008 am Nanga Parbat) war ein italienischer Extrembergsteiger, Eiskletterer und Extremskifahrer aus Südtirol.

## Leben
Als Junge waren Unterkirchers Freizeitbeschäftigungen Fußballspielen und Skifahren. Nach der Mittelschule wurde er Automechaniker. Mit 15 Jahren begann er die ersten Kletterversuche. In der Militärzeit wurde er Kletterausbilder bei den Gebirgsfallschirmjägern. Nach Jahren seiner Bergsteigertätigkeit absolvierte er 1997 die Bergführerprüfung.
2004 feierte er seinen größten Erfolg: Die Besteigung des Mount Everest und des K2 in nur zwei Monaten, jeweils ohne Zuhilfenahme von zusätzlichem Sauerstoff. Für diese Leistung wurde er auch in das Guinness-Buch der Rekorde 2008 aufgenommen.
Gemeinsam mit Hans Kammerlander gelang ihm am 22. Mai 2007 die Besteigung der klettertechnisch sehr schwierigen Südwand des Jasemba (7350 m, Himalaya).
Am 20. Juli 2007 erreichte Unterkircher zusammen mit Daniele Bernasconi und Michele Compagnoni den Gipfel des Gasherbrum II, nachdem sie erstmals dessen Nordwand vollständig durchstiegen hatten.
Im Juli 2008 verunglückte Karl Unterkircher bei einer Expedition auf den Nanga Parbat tödlich. Beim Aufstieg über die Rakhiot-Eiswand stürzte er während der Querung eines Schneefeldes in eine circa 15 Meter tiefe Gletscherspalte. Aufgrund der extremen Bedingungen konnte er von seinen Kameraden Simon Kehrer und Walter Nones nicht geborgen werden. Simon Kehrer gelang es aber bei dem Abstieg in die Gletscherspalte, den Leichnam aus den Schneemassen auszugraben.
Er hinterließ seine Lebenspartnerin und seine drei Kinder in Wolkenstein in Gröden (Region Trentino-Südtirol).

## Ehrungen
- Ehrenbürger von Wolkenstein, 2004 (Gröden)
- Cavaliere ufficiale dell'Ordine al Merito della Repubblica Italiana 2006 (Verdienstorden der Ital. Republik)
- Guinness Rekord, 2008 (für die Besteigung des Everest und des K2 in nur 63 Tagen)
- 1. Preis Riccardo Cassin, 2007
- „Cator d'or“ – besondere Auszeichnung für alpine Leistungen seitens der Klettergilde Catores
- 1. Preis Paolo Consiglio, Mai 2008, erhalten vom Akademischen Alpenverein Italien (Club Alpino Accademico Italiano – CAAI) für die erfolgreiche, im alpinen Stil durchgeführte Besteigung des Gasherbrum II

## Karl Unterkircher Award
Die Idee zur Gründung einer Arbeitsgruppe für die Verleihung des „Karl Unterkircher Award“ wurde aus einem gemeinsamen Wunsch, den Namen Karl Unterkircher im alpinen Bereich weiterhin zu pflegen und zu ehren, geboren. Die Personen in der Arbeitsgruppe haben ihn zu seinen Lebzeiten persönlich gekannt. Der Preis richtet sich an Alpinisten, die eine besondere und herausfordernde Leistung beim Bergsteigen oder bei Expeditionen im alpinen Stil erbracht haben. Die Auszeichnung, von einer internationalen Jury bewertet, wird in Form eines Preises und Geldes vergeben und ist ein Anerkennungspreis. Ausrichtungsort der Preisverleihung ist Wolkenstein.
| Jahr | Sieger                                                             | Begründung |
| ---- | ------------------------------------------------------------------ | --- |
| 2010 | Schweiz: Ueli Steck                                                | Außerordentliche polivalente Leistungen in Rekordzeit an der Nordwand des Matterhorn, Golden Gate am El Capitan und Normalrouten des Gasherbrum II und Makalu |
| 2012 | Ukraine: Marina Kopteva, Anna Yasinskaya Russland: Galina Chibitok | Neueröffnung der Nordwest-Wand am Great Trango Tower Trango-Türme (38 Tage in der Wand)                                                                       |
| 2014 | Österreich: Hansjörg und Matthias Auer Schweiz: Simon Anthamatten  | Erstbesteigung der Ostwand des Kunyang Chhish, Karakorum/Pakistan über die Route „Fever Pitch“ am 18. Juli 2013                                               |
| 2016 | Frankreich: Jon Griffith Vereinigtes Königreich: Andy Houseman     | Erstbesteigung des Link Sar West (Nebengipfel des Link Sar), Karakorum/Pakistan am 18. August 2015                                                            |
| 2018 | Italien: Simone Moro Pakistan: Ali Sadpara Spanien: Alex Txikon    | Erste Winterbesteigung des Nanga Parbat am 26. Februar 2016                                                                                                   |